# Cầy mangut đuôi vòng
Cầy cáo đuôi vòng, tên khoa học Galidia elegans, là một loài động vật có vú trong họ Eupleridae, bộ Ăn thịt. Loài này được I. Geoffroy Saint-Hilaire mô tả năm 1837. Đây là loài thú ăn thịt bản địa Madagaxca phổ biến nhất.

## Mô tả
Cầy mangut đuôi vòng là loài động vật có vú có kích thước tương đối nhỏ, dao động từ 32–38 cm chiều dài đầu thân với một cái đuôi dài khoảng 30 cm và trọng lượng 700-900 g.
Cầy mangut đuôi vòng có cơ thể thon dài, đầu tròn, mõm nhọn và nhỏ, với đôi tai tròn. Chúng có đôi chân ngắn, móng vuốt ngắn, và không có lông trên mặt dưới của bàn chân phù hợp với lối sống leo trèo. Lông của nó thường là màu nâu đỏ, hạt dẻ màu với ngoại lệ của đầu, cổ họng và ngực có xu hướng nhuốm màu ô liu, bàn chân và chân là đôi khi màu nâu hoặc màu đen. Đuôi dài, rậm rạp giống như đuôi của gấu mèo, được trang điểm với 4-6 vòng tròng màu đen và đỏ.

## Phân bố
Cầy mangut đuôi vòng có nguồn gốc từ Madagascar. Chúng là những động vật ăn thịt có nguồn gốc phổ biến nhất, phân bố rộng rãi và thường xuyên gặp phải trên đảo Madagascar. Chúng sinh sống ở các khu vực trung tâm phía bắc, phía đông và phía tây của hòn đảo này. Có 3 phân loài Galidia elegans elegans, G. e. dambrensis and G. e. occidentalis phân bố ở phía bắc, phía đông và miền trung tây của hòn đảo tương ứng.
Cầy mangut đuôi vòng sinh sống ở trong các khu rừng ẩm và khô cho đến độ cao khoảng 2.000 m từ mực nước biển, nhưng thường trong các khu rừng ở độ cao dưới 1.500 mét so với mực nước biển. Chúng phát triển mạnh trong khu vực rừng ẩm ướt của Madagascar. Loài này chiếm một diện tích khoảng 650.878 ha. Kiểu rừng khô là rừng cận nhiệt đới và rừng nhiệt đới.

## Sinh sản và tuổi thọ
Cầy mangut đuôi vòng thường xuyên được thấy một mình hoặc theo cặp, cho thấy chúng có thể có đời sống một vợ một chồng, mặc dù không có dữ liệu để xác nhận điều này. Cầy mangut đuôi quấn giao phối từ tháng Tư đến tháng Mười một. Sau một thời gian mang thai 72-91 ngày, con cái sinh một con duy nhất. Việc sinh nở xảy ra giữa tháng Bảy và tháng Hai. Con non có hình dáng và bộ lông tương tự con trưởng thành nhưng cân nặng chỉ 50 gram và đạt kích thước trưởng thành vào thời điểm khoảng một tuổi. Chúng đạt độ trưởng thành sinh dục và tách khỏi cha mẹ trong năm thứ hai.
Cầy mangut đuôi vòng có thể sống 13 tới 24 năm trong tình trạng giam giữ, nhưng tuổi thọ của chúng trong tự nhiên có khả năng chỉ bằng một nửa.

## Lối sống
Cầy mangut đuôi vòng là loài hoạt động trong ngày, có lối sống ít xã hội hơn các loài cầy mangut, và có lẽ sống thành từng nhóm gia đình nhỏ. Chúng là những động vật có vú nhanh nhẹn, giỏi leo trèo và bơi tốt. Chúng sống chủ yếu là trên mặt đất, nhưng sống trên cây nhiều hơn các loài cầy khác. Ban đêm, chúng ngủ trong hang hoặc hốc cây. Con đực đánh dấu lãnh thổ thông qua qua mùi hương từ túi hậu môn bằng cách chà vào thân cây, cành, và vách đá. Chúng cũng có thể giao tiếp với nhau thông qua các biểu hiện của cơ thể hoặc tiếng kêu vào ban ngày.
Cầy mangut đuôi vòng là động vật ăn thịt, nhưng cũng tiêu thụ các loài côn trùng và trái cây. Thức ăn của chúng bao gồm động vật có vú nhỏ, động vật không xương sống, bò sát, cá, chim, trứng và trái cây.

## Hình ảnh

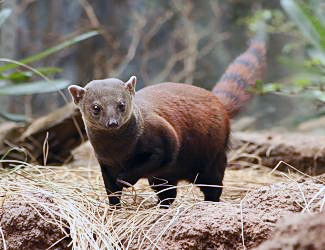
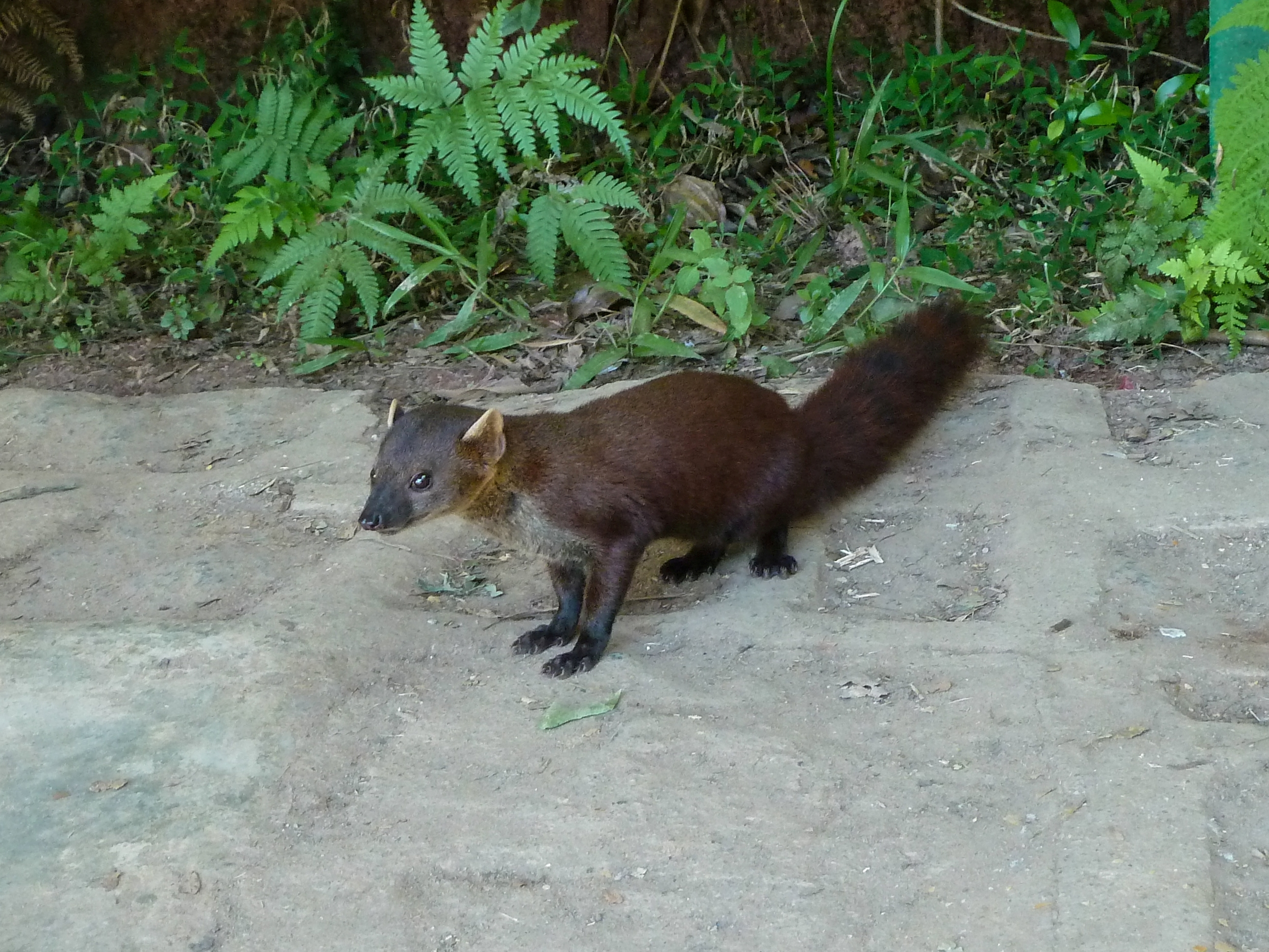
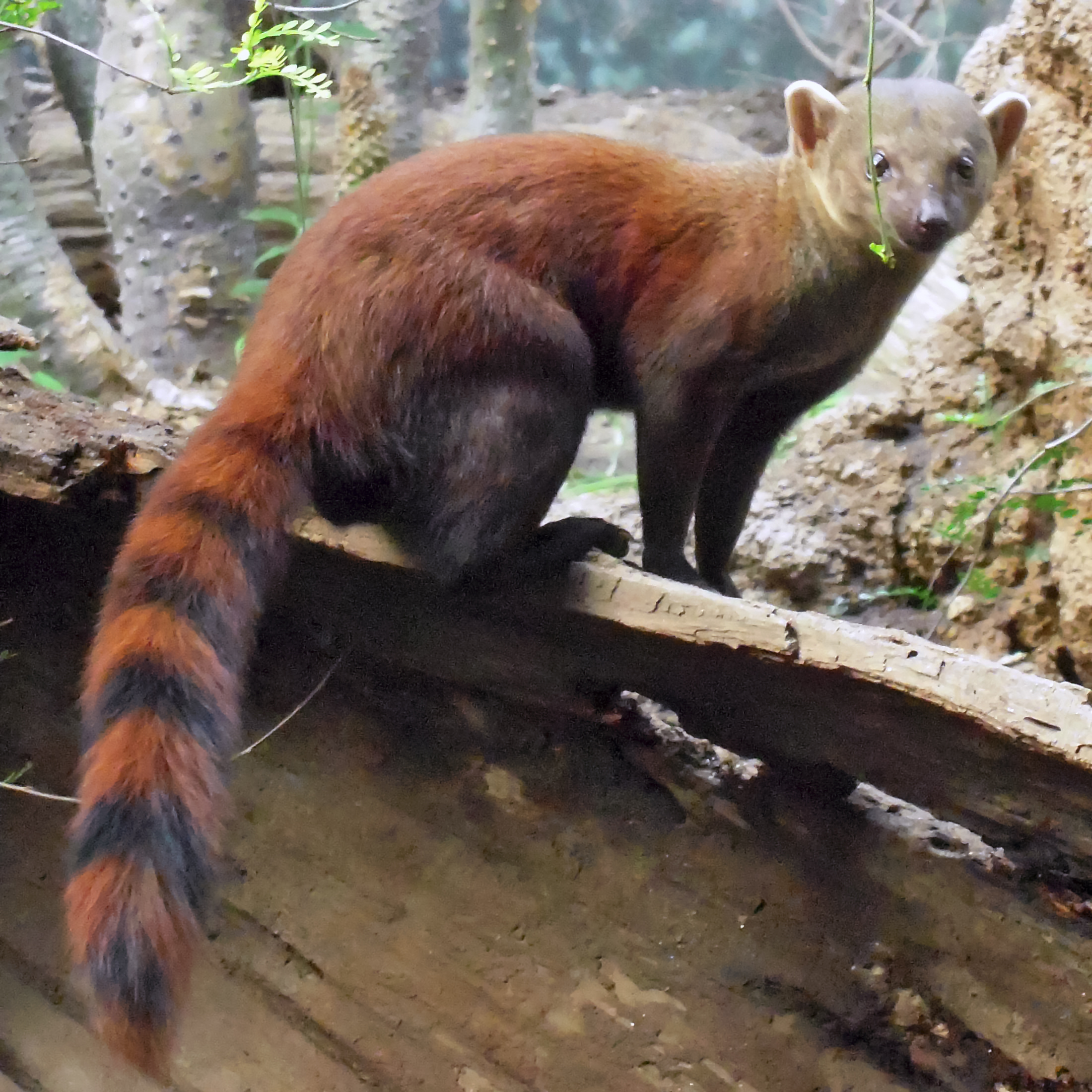
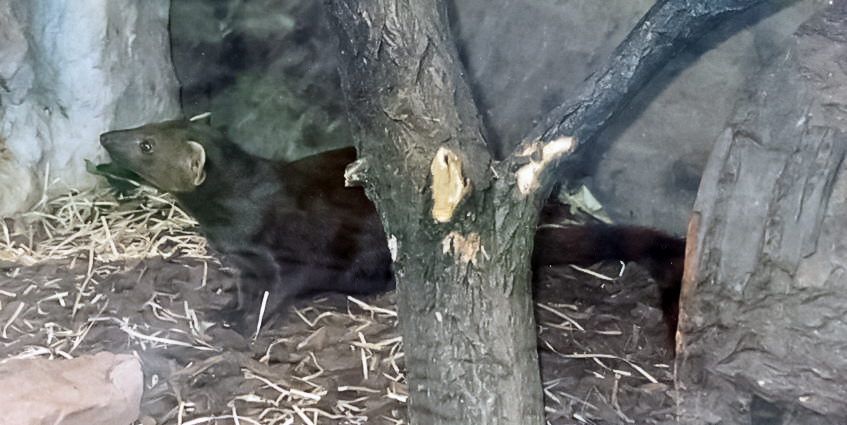